# Hack and slash

Videojuego Crawl. En el mismo, el personaje protagonista lleva una katana, con la cual corta y asesina a los enemigos con ataques consecutivos los cuales se muestran en pantalla.

Hack and slash, hack and slay («corta y machaca») se refiere a un tipo de género de videojuego que enfatiza el combate con armas cuerpo a cuerpo de combos, subderivado de los videojuegos de tipo yo contra el barrio. El término "hack and slash" se usó originalmente para describir un estilo de juego en los juegos de rol de mesa, derivando de allí a los MUDs, los MMORPG y los videojuegos de rol. En videojuegos de acción estilo arcade/consola, el término tiene un uso diferente, lo que implica específicamente un enfoque en el combate en tiempo real con armas cuerpo a cuerpo (como espadas o cuchillas) en lugar de pistolas o puños. El término a menudo se escribe con guiones y con la conjunción contraída, por ejemplo hack-and-slash, hack 'n' slay. En español, a veces es referido como mata-mata.

## Juegos de rol
El término hack and slash tiene sus raíces en juegos de rol «en papel y lápiz» como Dungeons & Dragons, que denota campañas de violencia sin otros elementos de la trama o un objetivo importante. El término en sí data al menos desde 1980, como se muestra en un artículo de la revista Dragon de Jean Wells y Kim Mohan que incluye la siguiente declaración: «Existe un gran potencial para más que cortar (hacking) y rajar (slashing) en D&D o AD&D; existe la posibilidad de intriga, misterio y romance entre ambos sexos, en beneficio de todos los personajes de una campaña». El artículo continúa relatando la experiencia de un jugador de D&D que afirmó que «cuando ella juega en los torneos, corre hacia el tipo de jugador "hack and slash", pero la mayoría de ellos son adolescentes. Este tipo de jugadores no solo la agravan, sino que también [agravan] a otros jugadores más maduros».

## Videojuegos de rol
El término "Hack and slash" hizo la transición de los juegos de mesa a los videojuegos de rol, usualmente comenzando en mundos parecidos a D&D. Esta forma de jugabilidad influyó en una amplia gama de videojuegos de rol de acción, incluyendo videojuegos como Lineage, Xanadu y Diablo.

## Videojuegos de acción
A diferencia de los videojuegos de rol hack and slash, el término "hack and slash" también comenzó a usarse para referirse a los videojuegos de acción de estilo Beat 'em up, como la serie Golden Axe. Los periodistas que cubren la industria de los videojuegos a menudo usan el término "hack and slash" para referirse a un género distinto de videojuegos de acción cuerpo a cuerpo de tercera persona en 3D basados en armas, incluyendo títulos como Devil May Cry, Lollipop Chainsaw, Dynasty Warriors, Ninja Gaiden, God of War, Prince of Persia, Genji, No More Heroes, Bayonetta, Darksiders, Hi-Fi Rush y Dante's Inferno.